# JS:alert
JS:alert es una función del lenguaje de programación JavaScript que devuelve un cuadro de alerta. Se usa para advertir al usuario del navegador de que algo está mal o de que algo debería mejorar, así como para dar información sobre algo concreto, por ejemplo, que se debe introducir un texto en vez de un número.

## Sintaxis
La sintaxis es la siguiente:
```
[window].
alert
 (
Str
);
```

- Str : Una cadena o una variable.

## Ejemplos
```
alert('Hola Mundo')
```

Devolverá un cuadro de alerta que ponga Hola Mundo.